# Omai

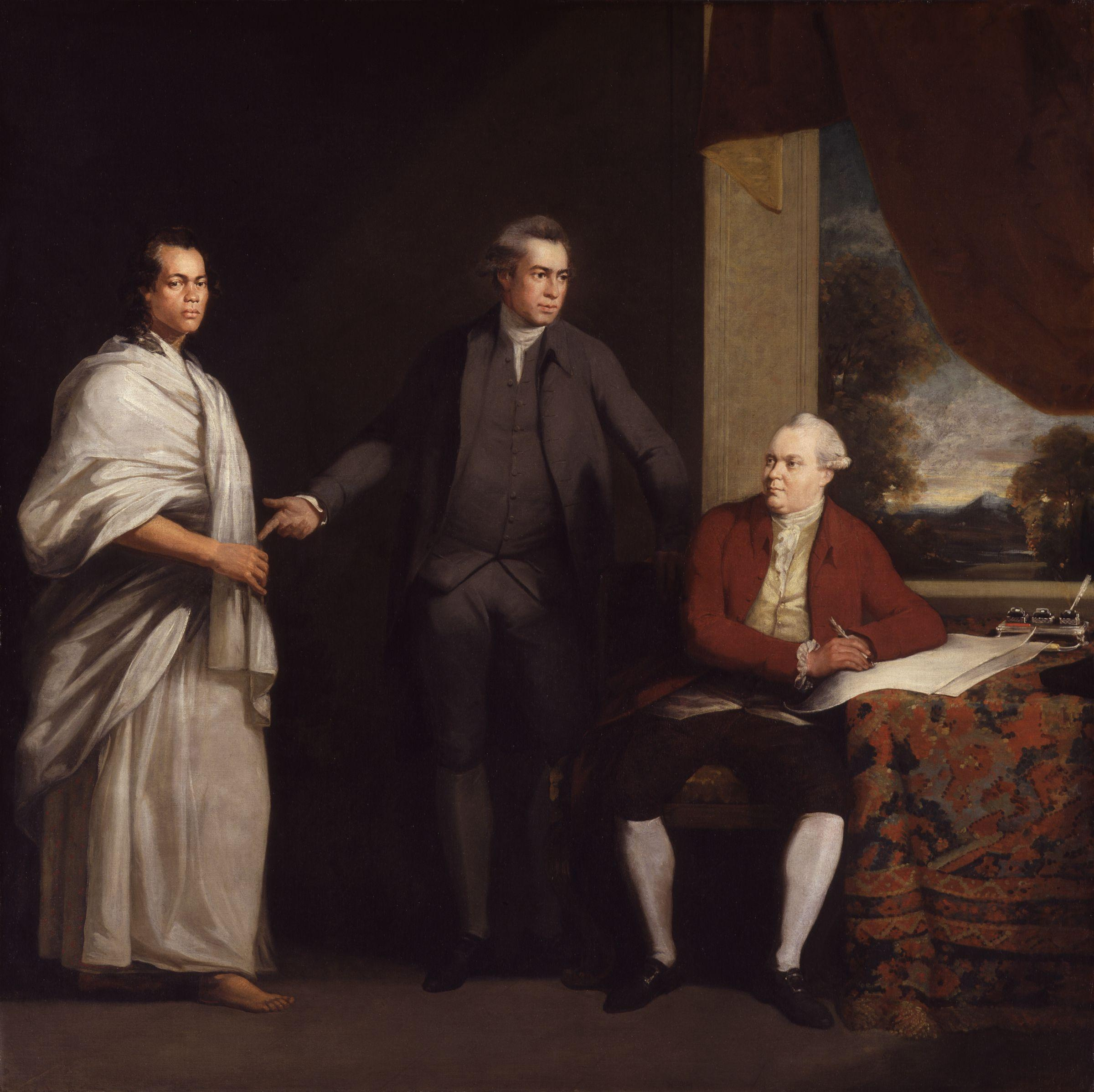
William Parrys Gemälde Sir Joseph Banks mit Omai und Dr. Daniel Solander, ca. 1775–76

Mai (* um 1753; † 1779), wegen des polynesischen Artikels O als Omai bekannt, war der erste Polynesier, der die britische Insel besuchte und später wieder in seine Heimat zurückkehrte.
Omai war der Sohn eines Landbesitzers auf der Insel Ra'iatea. Nach Kämpfen mit Angreifern aus Bora Bora, bei denen er seinen Vater verlor, musste er als Kind nach Tahiti fliehen. Dort wurde er 1767 Zeuge des ersten Kontakts zwischen Einheimischen und englischen Seeleuten unter dem Kommando von Samuel Wallis.

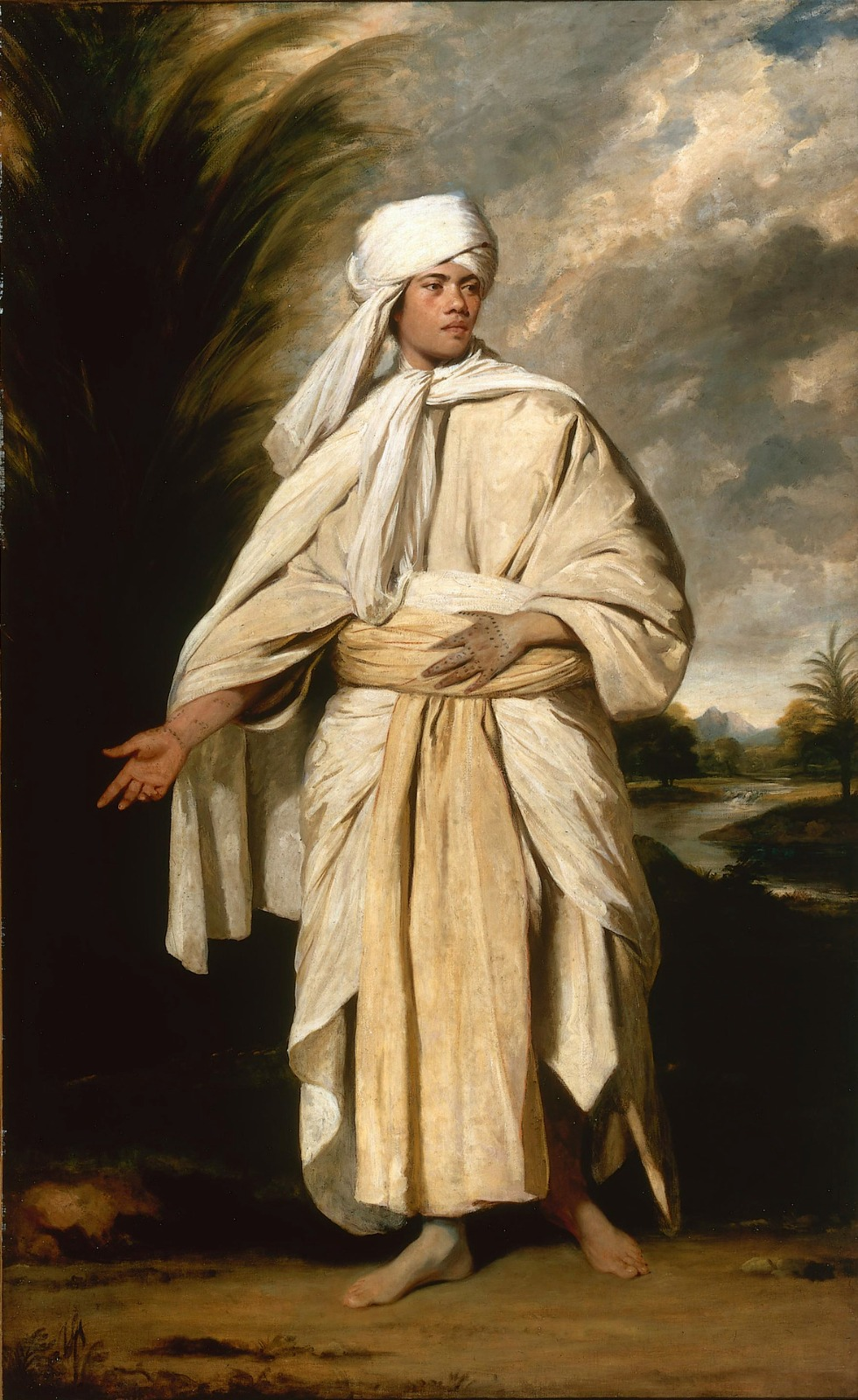
Portrait of Mai („Omai“), Öl auf Leinwand, 236 × 140 cm – National Portrait Gallery London und The Getty Museum, Kalifornien

Im September 1773 ging Omai in Huahine, einer Nachbarinsel Tahitis, an Bord der Adventure, die unter dem Kommando von Tobias Furneaux James Cook und die Resolution auf Cooks zweiter Südseeexpedition begleitete. Omai machte die Bekanntschaft von Johann Reinhold Forster und dessen Sohn Georg Forster und befreundete sich unter anderem mit James Burney, einem Bruder der Schriftstellerin Fanny Burney.
Im Juli 1774 erreichte er auf der Adventure, inzwischen ein ordentliches Mitglied der Schiffsbesatzung, England, wo sich unter anderen Joseph Banks sowie Lord Sandwich, der Erste Lord der Admiralität (Marineminister), seiner annahmen. Als Prinz tituliert, wurde er in die höchsten Kreise eingeführt, den Mitgliedern der Royal Society vorgestellt und sogar dem britischen König Georg III. Dieser befahl, ihn gegen die Pocken impfen zu lassen. Dadurch entging er dem Schicksal seines Landsmanns Autourou, der bereits 1769 mit Louis Antoine de Bougainville nach Frankreich gereist war, auf der Rückreise nach Tahiti aber an einer Pockeninfektion gestorben war. Aufgrund seines ungezwungenen und angenehmen Wesens verkörperte Omai zeitweise für seine Umwelt das Ideal des sogenannten Edlen Wilden, in dem sich natürliche Unschuld und aristokratische Vornehmheit harmonisch vereinen. Omai wurde mehrfach gemalt, zuletzt von Sir Joshua Reynolds. Das Porträt hängt heute in der National Portrait Gallery in London, die das Gemälde gemeinsam mit dem Getty Museum 2023 für 50 Millionen englische Pfund Sterling erwarb. Die beiden Institutionen werden das Gemälde gemeinsam für öffentliche Ausstellungen, Forschung und Konservierung nutzen.
Omai kehrte mit James Cook auf dessen dritter Reise 1776 in die Südsee zurück. Er ließ sich, reich ausgestattet, auf Huahine nieder, wo ihm die Engländer ein Haus errichteten. Als William Bligh mit der Bounty 1789 Tahiti besuchte, erfuhr er, dass Omai etwa zweieinhalb Jahre nach James Cooks Abreise im November 1777 gestorben war.